# Эдцард Кирксена
Эдцард Кирксена (з.-фриз. Edzard Sirksena, нем. Edzard Cirksena; ум. 1441) — восточнофризский хофтлинг (вождь) Гретзиля, Нордена, Эмдена и Брокмерланда.
Он и его отец Энно Эдцардисна женились на двух последних наследницах великого рода Сярдсна из Берума; Эдцард женился на Фрауве Кирксене; его отец женился на ее тёте Геле Кирксене. Энно и Эдцард взяли фамилию своих жён. Эдцард, вероятно, был первым, кто написал свою фамилию как Кирксена; это имя было перенято всеми более поздними членами династии.
От своего отца он унаследовал власть почти над всей Восточной Фризией, хотя и без Харлингерланда.
Он умер в преклонном возрасте от чумы в 1441 году, через день после смерти его мачехи Гелы.